# 贾科莫·贝尔塔尼奥利
贾科莫·贝尔塔尼奥利（義大利語：Giacomo Bertagnolli，1999年1月18日—），意大利男子高山滑雪运动员。他曾代表意大利参加2018年和2022年冬季残疾人奥林匹克运动会高山滑雪比赛，获得四枚金牌、三枚银牌和一枚铜牌。